# Tour de France 2010/2. Etappe
Die 2. Etappe der Tour de France 2010 am 5. Juli führte über 201,5 km von Brüssel nach Spa. Auf dieser welligen Etappe gab es drei Sprintwertungen sowie sechs Bergwertungen der 3. und 4. Kategorie. Nach der Aufgabe Adam Hansens aufgrund von Sturzverletzungen am Vortag gingen 194 der 198 gemeldeten Teilnehmer an den Start.

## Rennverlauf
Die Fahrer fuhren zunächst im Konvoi durch Brüssel, ehe um 12:35 Uhr der reale Start gegeben wurde. Eine achtköpfige Ausreißergruppe um Sylvain Chavanel setzte sich nach wenigen Kilometern erfolgreich ab und baute langsam einen Vorsprung von etwa fünf Minuten auf das Hauptfeld auf. Der Belgier Jürgen Roelandts gewann die ersten beiden Sprintwertungen, während sich Jérôme Pineau die drei Bergwertungen der 4. Kategorie sicherte.
Die Temperaturen waren kühler als am Vortag, immer wieder gab es leichten Regen. Erste Stürze, so von Sebastian Lang, fielen wenig dramatisch aus. Dies änderte sich nach der Überquerung des Côte de Werbomont, als mehrere Fahrer auf rutschiger Straße zu Fall kamen. Besonders schlimm traf es Mickaël Delage, der das Rennen aufgeben musste. Währenddessen kam das Hauptfeld wieder näher an die Ausreißer heran, als das Team Saxo Bank, das das Gelbe Trikot in seinen Reihen hatte, Nachführarbeit leistete.
Sébastien Turgot fiel als Erster aus der Führungsgruppe heraus, als es zum Côte d’Aisomont ging, dem ersten Anstieg der 3. Kategorie, gefolgt von Matthew Lloyd. Jérôme Pineau gewann auch diese Bergwertung, womit er sich das erste Gepunktete Trikot sicherte. Jürgen Roelandts setzte sich in der anschließenden Abfahrt ab und versuchte allein zum Col du Stockeu zu kommen, wurde aber von Chavanel verfolgt, der ihn überholte und die Bergwertung gewann. Jérôme Pineau und Rein Taaramäe ließen sich nun zurückfallen. Aus dem Feld heraus griff derweil Maxime Monfort an.
Auf der Abfahrt stürzten im Feld auf rutschiger Straße mehrere Fahrer, darunter Francesco Gavazzi, Christian Vande Velde und Andy Schleck, der größere Verletzungen am linken Arm und rechten Knie davontrug. Das Hauptfeld zerfiel dabei in mehrere Gruppen, in abgehängten befanden sich neben Schleck auch Alberto Contador und Lance Armstrong. Doch die erste Gruppe um den Führenden Fabian Cancellara drosselte das Tempo und wartete auf sie.
Insgesamt waren an diesem dritten Renntag siebzig Fahrer in Stürze involviert. Chavanel, der von keinem Sturz betroffen war, konnte seinen Abstand aufgrund der langsamen Fahrweise des Feldes wieder vergrößern und gewann nach der letzten Bergwertung auf dem Col du Rosier auch die Etappe. Das wieder zusammengeschlossene Feld schloss auf Initiative von Cancellara einen Nichtangriffspakt und fuhr geschlossen ohne Zielsprint mit einem auf knapp vier Minuten angewachsenen Rückstand über die Ziellinie. Wie die Jury später entschied, bekam im Ziel nur Chavanel Punkte gutgeschrieben. Dadurch eroberte der Franzose nicht nur das Gelbe, sondern auch das Grüne Trikot.

### Kritik
Das Verhalten des Pelotons unter Anweisung von Cancellara löste sowohl unter Fahrern als auch unter sportlichen Leitern Kritik aus.
Nachdem die Gruppe um Andy Schleck, Kapitän des Teams Saxo Bank, wieder aufgeschlossen hatte, wurde nicht mehr auf weitere Fahrer gewartet. Dennoch befanden sich zu diesem Zeitpunkt noch etliche weitere Fahrer hinter dem Hauptfeld, darunter auch Kapitäne wie Christian Vande Velde und Damiano Cunego. Einige Fahrer, die trotz der Stürze in der vorderen Gruppe verblieben waren, fühlten sich aufgrund des deutlich verlangsamten Tempos um ihre Chancen auf den Tagessieg gebracht. Da auf Initiative von Cancellara zudem keine Sprintpunkte für die Fahrer hinter dem Tagessieger Chavanel vergeben wurden, konnten die in der vorderen Gruppe verbliebenen Anwärter auf das Grüne Trikot keinen Profit daraus schlagen, dass sie trotz der Anstiege den Anschluss an das Hauptfeld gehalten hatten. Vor allem Thor Hushovd zeigte sich nach der Etappe verärgert, da er auf diese Weise viele Punkte im Kampf um das Grüne Trikot verloren hatte.
Die sportliche Leitung des deutschen Teams Milram äußerte sich ebenfalls erbost. Gerry van Gerwen sagte, er verstünde die Solidarität gegenüber den Sturzopfern, man müsse aber auch an die Zuschauer und Sponsoren denken. Milram hatte im Vorfeld große Chancen auf einen Sieg Gerald Cioleks am Ende der 2. Etappe gesehen.

## Sprintwertungen
- 1. Zwischensprint in Perwez (Kilometer 39,5) (163 m O.P.)

| Erster  | Jürgen Roelandts  | 6 Pkt. |
| Zweiter | Sylvain Chavanel  | 4 Pkt. |
| Dritter | Francesco Gavazzi | 2 Pkt. |
- 2. Zwischensprint in Seny (Kilometer 112) (281 m O.P.)

| Erster  | Jürgen Roelandts | 6 Pkt. |
| Zweiter | Sébastien Turgot | 4 Pkt. |
| Dritter | Sylvain Chavanel | 2 Pkt. |
- 3. Zwischensprint in Coo (Kilometer 177) (249 m O.P.)

| Erster  | Jürgen Roelandts | 6 Pkt. |
| Zweiter | Sylvain Chavanel | 4 Pkt. |
| Dritter | Maxime Monfort   | 2 Pkt. |
- Ziel in Spa (Kilometer 223,5) (26 m O.P.)

| Erster                                                       | Sylvain Chavanel | 25 Pkt. |
| Auf Juryentscheid hin keine Punkte für die Nachfolgenden.[7] |                  |         |

## Bergwertungen
- Côte de France, Kategorie 4 (Kilometer 98) (244 m O.P.; 2,2 km à 6,2 %)

| Erster  | Jérôme Pineau | 3 Pkt. |
| Zweiter | Matthew Lloyd | 2 Pkt. |
| Dritter | Rein Taaramäe | 1 Pkt. |
- Côte de Filot, Kategorie 4 (Kilometer 128,5) (297 m O.P.; 3,9 km à 4,5 %)

| Erster  | Jérôme Pineau | 3 Pkt. |
| Zweiter | Rein Taaramäe | 2 Pkt. |
| Dritter | Matthew Lloyd | 1 Pkt. |
- Côte de Werbomont, Kategorie 4 (Kilometer 136) (368 m O.P.; 4,5 km à 3,5 %)

| Erster  | Jérôme Pineau | 3 Pkt. |
| Zweiter | Rein Taaramäe | 2 Pkt. |
| Dritter | Matthew Lloyd | 1 Pkt. |
- Côte d'Aisomont, Kategorie 3 (Kilometer 161,5) (488 m O.P.; 4,5 km à 5,2 %)

| Erster  | Jérôme Pineau     | 4 Pkt. |
| Zweiter | Rein Taaramäe     | 3 Pkt. |
| Dritter | Marcus Burghardt  | 2 Pkt. |
| Vierter | Francesco Gavazzi | 1 Pkt. |
- Col du Stockeu, Kategorie 3 (Kilometer 167,5) (509 m O.P.; 3,0 km à 5,9 %)

| Erster  | Sylvain Chavanel  | 4 Pkt. |
| Zweiter | Jürgen Roelandts  | 3 Pkt. |
| Dritter | Maxime Monfort    | 2 Pkt. |
| Vierter | Francesco Gavazzi | 1 Pkt. |
- Col du Rosier, Kategorie 3 (Kilometer 189) (557 m O.P.; 6,4 km à 4,0 %)

| Erster  | Sylvain Chavanel  | 4 Pkt. |
| Zweiter | Maxime Monfort    | 3 Pkt. |
| Dritter | Carlos Barredo    | 2 Pkt. |
| Vierter | Fabian Cancellara | 1 Pkt. |

## Aufgaben
- 104 – Mickaël Delage (Omega Pharma-Lotto): Durch Sturz während der Etappe ausgeschieden.
- 114 – Adam Hansen (Team HTC-Columbia): Nach Sturz auf der 1. Etappe nicht zur Etappe angetreten.